# Бухарино (Смоленская область)
Бухарино — деревня в Краснинском районе Смоленской области России. Входит в состав Нейковского сельского поселения. Население отсутствует (2015 год).
Расположена в западной части области в 15 км к западу от Красного, в 13 км южнее автодороги М1 «Беларусь», на берегу реки Ректа. В 11 км северо-западнее деревни расположена железнодорожная станция О.п. 478-й км на линии Москва — Минск.
Ближайший населённый пункт в 1,5 км — деревня Ляды.
Ранее граничила с деревнями: Лещи (ликвидирована в 1939 году), Девичья Дубрава, Махницкая (ликвидирована в 1960-е), Граки (Горки), Шелбаны.
Транспортное сообщение — от Красный автобусом до поворота на Двуполяны, далее пешком 3 км. Все дороги, ведущие в деревню грунтовые.
Между деревней Бухарино и деревней Ляды сохранился противотанковый ров времён Великой Отечественной войны.
Деревня Бухарино является последним населённым пунктом РФ перед границей с Республикой Беларусь. На автодороге Красный — Ляды, напротив деревни, с 1994 г. организован таможенный пост. В связи с отменой таможенных границ между Россией и Республикой Беларусь, таможенный пункт был снесён. Рядом с ним выстроена автозаправочная станция.

## История
Деревня Бухарино достаточно старое поселение.
Начиная с XVII века деревня входила Зверовичскую дворцовую волость.
Деревня Бухарино нанесена на "План генерального межевания Смоленской губернии 1780—1792 гг."Через неё идёт единственная дорога от г. Красный в д. Ляды
От деревни Бухарино начинается старая Смоленская дорога.
К деревне Бухарино, согласно старым картам примыкает деревня Чертки или Чёртова. Там жил всего один богатый крестьянин Евдоким Чертков, занимавшийся предпринимательством. В советское время он был раскулачен и в его доме была организована веревочная артель. В ней изготавливали веревки, лапти, мешки и отправляли куда-то на север.
В «Списке населённых мест Смоленской губернии по сведениям 1859 г.» в деревне 17 дворов, и 176 человек населения — 87 мужчин и 89 женщин.
В деревне Бухарино жили государственные крестьяне — то есть помещика не было и они были лично свободные.
С 1902 года в соседней деревне Лещи действовало земское 4-х классное училище.
В справочнике «Список населенных мест Смоленской губернии» за 1904 год значатся:
— деревня Бухарино-1, Добрянской волости Краснинского уезда, расположена в 14 верстах от уездного города, насчитывает 2 двора, в которых проживают 8 мужчин и 10 женщин. В деревне имеется кузница. По всей видимости это поселение на картах было обозначено как Махницкая. Деревня Махницкая исчезла в 60-е годы 20 века.
— деревня Бухарино-2, Добрянской волости, Краснинского уезда, расположена в 16 верстах от уездного города, насчитывает 36 дворов, в которых проживают 125 мужчин и 135 женщин.
Согласно данным из государственного архива Смоленской области, по итогам сельскохозяйственной переписи населения за 1917 год в деревне Бухарино насчитывалось 53 двора. На момент переписи в деревне проживали представители следующих фамилий: Архипенковы −1 двор, Байдеровы — 2 двора, Егоровы — 8 дворов, Игнатенковы — 4 двора, Коротковы — 6 дворов, Левченковы — 8 дворов, Пещулины — 11 дворов, Степановы — 2 двора, Торопины — 7 дворов, Филипцевы — 3 двора, Яуслен (не разборчиво) — 1 двор.
В 1923 году началось расселение деревни на хутора.
В 1927—1928 годах работал Бухаринский сельсовет, который затем был перенесён в деревню Лещи, и сменил своё название на Лещёвский сельсовет, просуществовавший до 1956 года.
В 1932 году в деревне был организован колхоз «Волна революции»
С 1935 года в Лещевской начальной школе был открыт 5-й класс. Затем шестой и седьмой. Школа стала не полной средней.
В 1937 году в связи с репрессией Бухарина Н. И. деревня Бухарино была переименована в деревню Кавказ. Так она называлась до 1956 года.
В 1939 году людей начали выселять с хуторов обратно в деревню.
Перед Великой Отечественной войной население деревни составляло около 300 человек.
До войны председателем Нейковского сельского совета был Иван Илларионович Андрианов.
В годы Великой Отечественной войны деревня была оккупирована гитлеровскими войсками в июле 1941 года, освобождена 1 октября 1943 года силами 94,96,98 гв. с.п. 30 гвардейской стрелковой дивизии 10 гвардейской армии Западного фронта.
На территории д. Бухарино в 1943—1944 г.г. находился санитарный батальон.
По данным ЦАМО РФ и данным ОБД «Мемориал», в период с 1941 по 1945 г.г. из деревни Бухарино, на фронт ушли представители следующих фамилий: Егоров, Торопин, Зиновьев, Степанов, Чертков, Игнатенков, Захаров, Пищулин, Архипенков, Левченков, Черняков, Байдеров, Мелешков, Филипцов, Коротков.
После войны в деревне появилась кузница, медпункт, магазин
На 1953 год колхоз в деревне носил имя Сталина. Вскоре после смерти И. В. Сталина по пиьсменному обращению председателя колхоза Пищулина Ивана Кононовича, колхоз был переименован в колхоз имени Маленкова. Имя Маленкова колхоз носил не долго. Вскоре было написан ещё один запрос, и колхоз получил название — имени Калинина. Это название он носил до реорганизации в совхоз 28 ноября 1970 г.
С 1956 по 1961 год Бухарино было присоединено к Глубокинскому сельсовету.
С 1958 до 1960 из Бухарно массово уезжали жители, переселяясь в другие деревни, преимущественно в московскую область.
1959 год — в деревню проводят электричество. Дороги в деревне по прежнему грунтовые.
С 1961 года деревня Бухарино относилась к Нейковскому сельсовету, а затем к Нейковской сельской администрации.
В 1970-м году в деревне был построен клуб
В 1972-м в деревне был открыт фельдшерский пункт.
На 1979 год, в документах экспедиции «Смоленская деревня», в анкете обследования населённого пункта Бухарино имеются следующие сведения: Расположен в 18 километрах от районного центра, насчитывает 45 дворов, в которых проживают 48 мужчин и 82 женщины. В личном пользовании жителей деревни имеются 25 велосипедов, 6 мотоциклов и 2 автомобиля. Деревня электрифицирована, имеется 2 телефона и 32 телевизора. В деревне имеется фельдшерско-акушерский пункт, года начала работы 1972 и клуб, год начала работы — 1970.
На начало 1990-х население составляло около 80 человек.
На 2007 г. население составляло 25 человек.
На 2011 г. население сократилось до 3х человек.
На 2015 г. деревня стала нежилой.